# Deroplia gomerae
Deroplia gomerae är en skalbaggsart som beskrevs av Gianfranco Sama 1996. Deroplia gomerae ingår i släktet Deroplia och familjen långhorningar. Inga underarter finns listade i Catalogue of Life.